# Küchenhexe

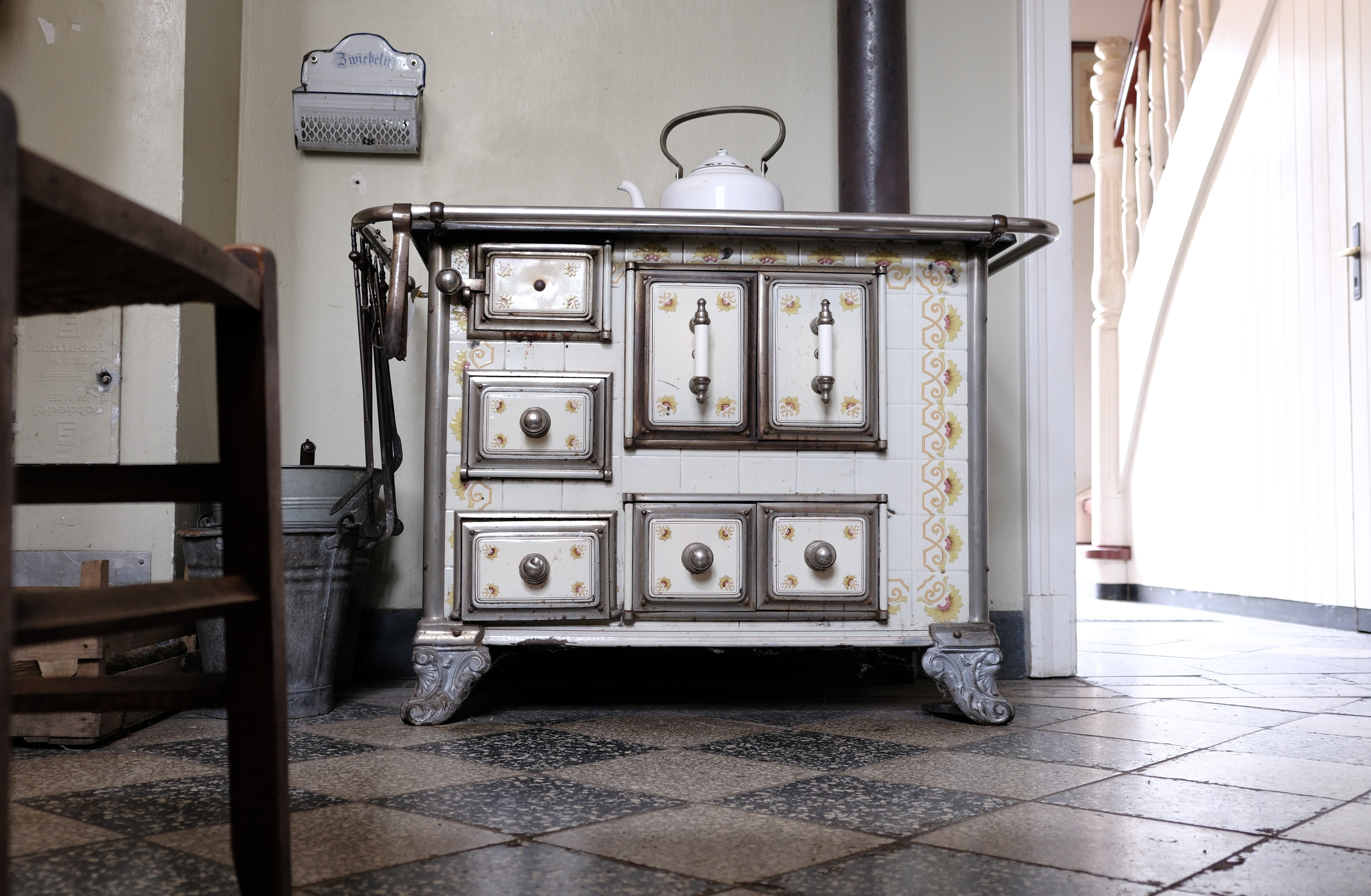
Eine Küchenhexe, Textilmuseum Bocholt

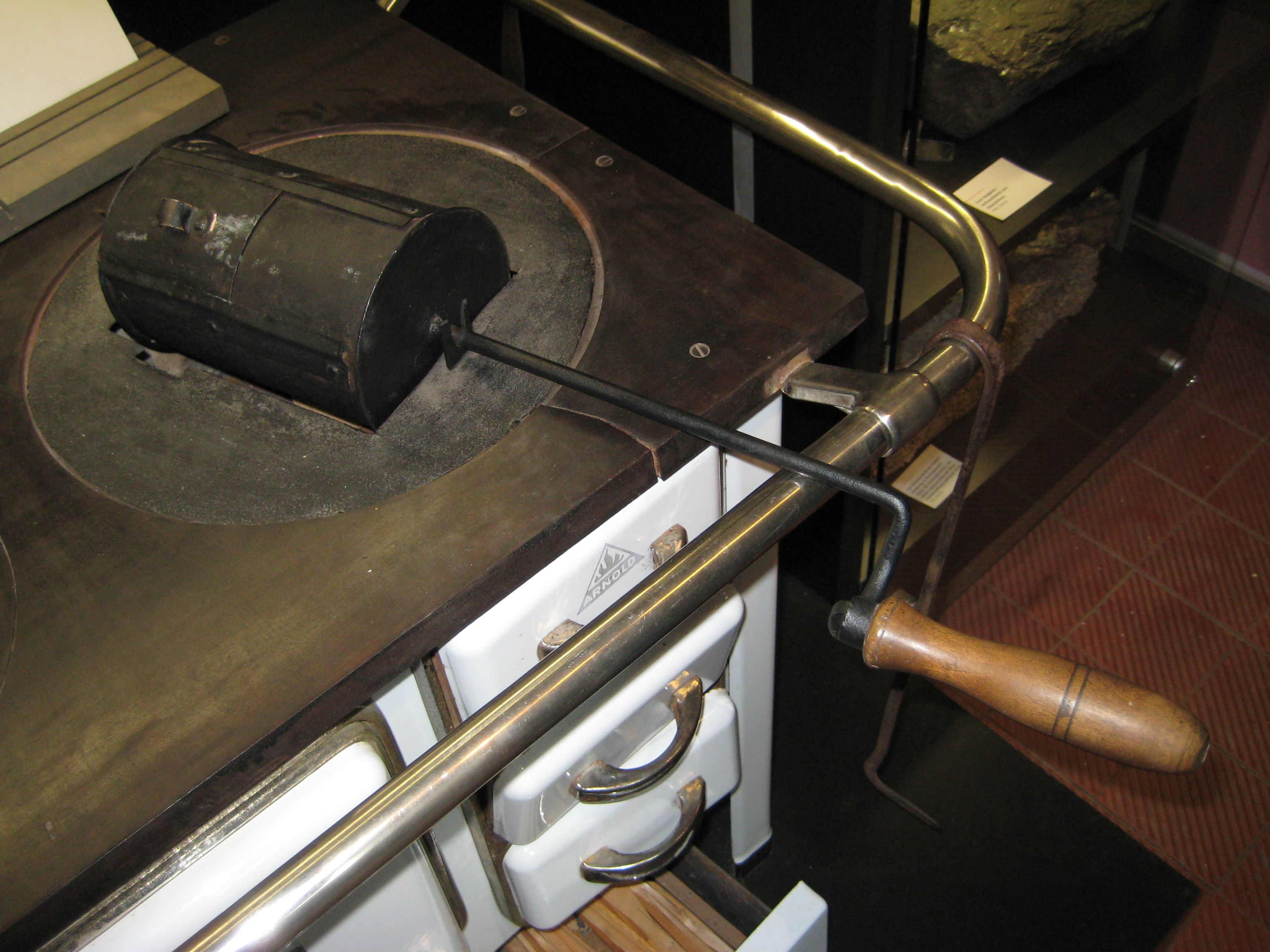
Herdringe entfernt, Kaffeeröster eingesetzt

Eine Küchenhexe, auch Kochmaschine und Sparherd oder Tischherd, im norddeutschen Raum auch Stangenherd genannt, ist ein mit Brennholz befeuerter Herd. Küchenhexen wurden in Deutschland bis über die Mitte des 20. Jahrhunderts zum Kochen benutzt. Mit der zunehmenden Modernisierung sind sie im europäischen Raum weitgehend elektrischen oder mit Gas betriebenen Herden gewichen. Heutzutage sind historische Küchenhexen meist als Dekorationsstück zu finden. In jüngerer Zeit sind aber auch modernisierte Formen der Küchenhexe wieder im Handel.

## Ausstattung
Typische Modelle der Küchenhexe, wie sie seit dem Ende des 19. Jahrhunderts und bis in die 1950er-Jahre gefertigt wurden, besitzen in der gusseisernen oberen Abdeckplatte mehrere runde Öffnungen zur Brennkammer. Diese sind mit ineinander gesetzten, kreisrunden und flachen Abdeckungen aus Gusseisen, den Herdringen, verschlossen. Die Herdringe können einzeln von innen nach außen herausgenommen werden, so dass eine Öffnung in der Größe des Bodens des Kochgeschirrs entsteht. Aufgesetzte Kochtöpfe, Kasserollen und Pfannen werden so direkt vom darunter brennenden Herdfeuer berührt, wodurch Energie gespart, aber auch der Boden des Kochgeschirrs durch Ruß verschmutzt wird.
Neben der Kocheinrichtung verfügt eine typische Küchenhexe über einen integrierten Backofen, häufig können mit Hilfe einer Klappe die Rauchgase des Feuers entweder unter der Deckplatte (zum Kochen) oder um den Backofen herum (zum Backen) geleitet werden. Modernere Modelle verfügen zudem über weitere Klappen bzw. Luftschlitze, mit denen auf „Kochen“ oder „Heizen“ (der Küche) umgestellt werden kann.
Auf der Herdplatte kann zudem ein Wasserschiff aufgestellt werden – ein rechteckiger Tank mit einem Wasserhahn an einer Schmalseite, in dem warmes Wasser vorgehalten wird. Typisch ist ferner die umlaufende Stange, auf der Handtücher getrocknet werden können und die vor dem direkten Berühren der Herdplatte schützt. Häufig gibt es unter der Küchenhexe auch eine Schublade, in der Brennmaterial oder sonstiges Zubehör (Backbleche, Schürhaken, Feuerzeug und ähnliches) aufbewahrt werden kann. Manche Küchenhexen besitzen auch eine halbhohe Rückwand, die mit Fliesen verkleidet ist und die die Wand der Küche vor Fettspritzern schützt. Oft waren Küchenhexen reich verziert. Bemalte Fliesen oder Emaille und vernickelte Metallteile machten den Herd zu einem Blickpunkt in der Küche und zum besonderen Stolz der Hausfrau. Unmittelbar nach dem Zweiten Weltkrieg wurden auch besonders einfache, kleine Modelle hergestellt, die dem damaligen Materialmangel und den beschränkten Wohnverhältnissen Rechnung trugen.